# Hercostomus daubichensis
Hercostomus daubichensis är en tvåvingeart som beskrevs av Stackelberg 1934. Hercostomus daubichensis ingår i släktet Hercostomus och familjen styltflugor. Inga underarter finns listade i Catalogue of Life.